# モンゴル・内モンゴル・東北部大草原

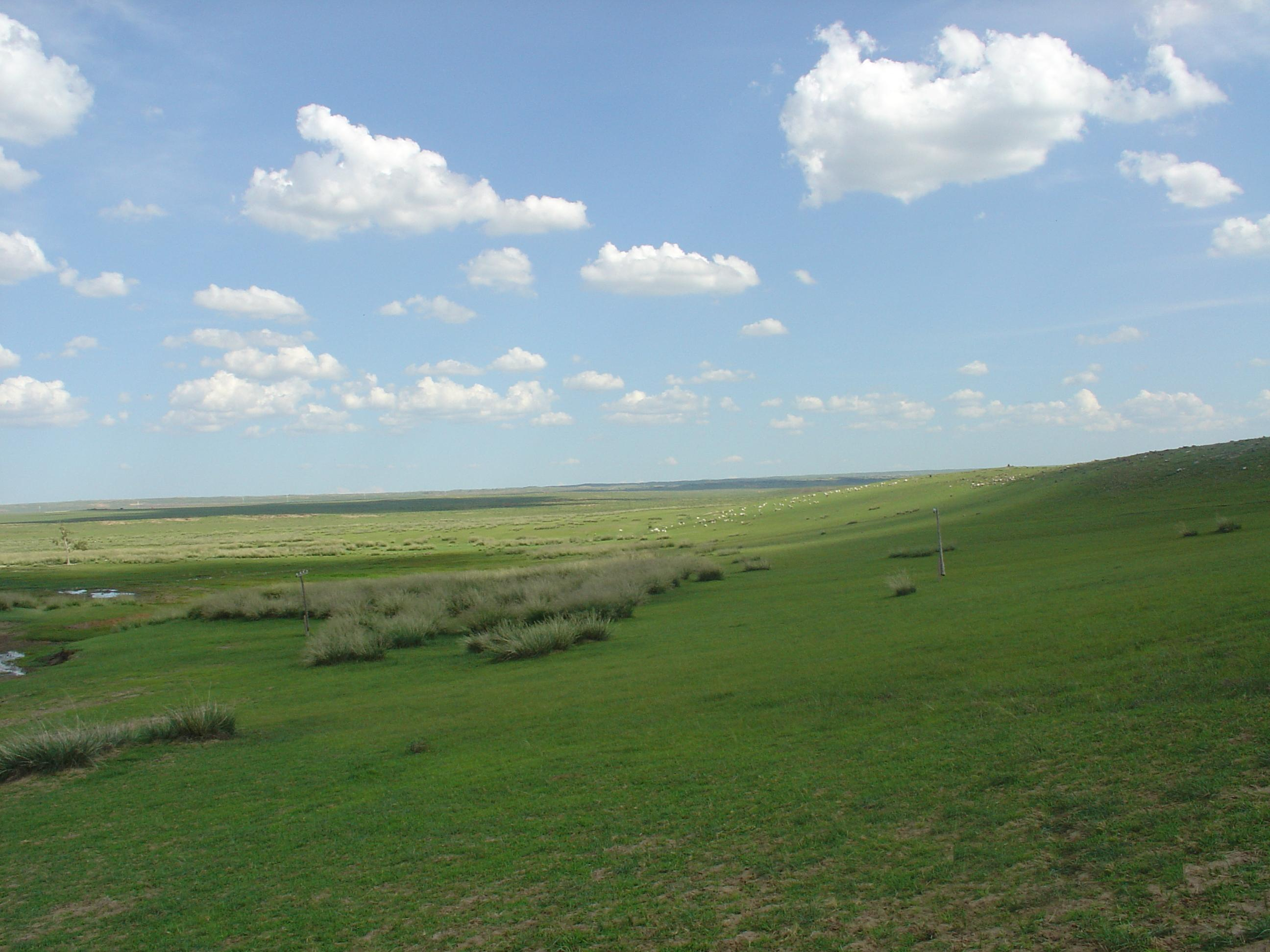
内モンゴルの草原で

モンゴル・内モンゴル・東北部大草原の範囲

モンゴル・内モンゴル・東北部大草原（モンゴル・うちモンゴル・とうほくぶだいそうげん、英語: Mongol-Manchurian grassland）は、モンゴル高原から中国内モンゴルを経て東北部大興安嶺に達する広大な草原地帯で、世界自然保護基金（WWF）の生態域に指定された。

## 設定
この大草原の面積は、887,300平方キロメートル（342,600平方マイル）である。この温帯の草原・サバンナ・低木林のエコリージョンは、ゴビ砂漠を中心とした大きな三日月地帯を形成しており、モンゴルの中央部と東部を横切って内モンゴルの東部と中国東北部の東部と中央部にまで広がり、さらに華北平原を南西に横切っている。北東と北には、セレンゲ・オルコンとダウリア森林草原があり、草原と北のシベリアの森林との移行地帯を形成している。東部と南東部では、草原は温帯の広葉樹林と混交林に移行し、満州混交林、中国東北平原落葉樹林、中国中部黄土高原混交林などがある。南西部には、黄河を挟んでオルドス高原の草原が広がる。西はアルタイ山脈、東は大興安嶺山脈に挟まれている。

## 参照項目
- エコリージョン
- バヤンブラク草原（新疆ウイグル自治区、中国第二の大草原）
- ナラティ風景区（新疆ウイグル自治区、最近人気の草原）